# يوري دروزدوفسكي
يوري دروزدوفسكي (بالأوكرانية: Дроздовський Юрій Анатолійович)‏ Yuri Drozdovskij (ولد في 22 مايو 1984 في أوديسا) لاعب شطرنج أوكراني يحمل لقب أستاذ كبير.

## إنجازات
- فاز ببطولة أوروبا للشطرنج السريع عام 2006.
- فاز على المركز الأول بالتعادل في دورة كابيل لاغراند المفتوحة للشطرنج عام 2007.
- لعب ضمن الفريق الأوكراني الفائز ببرونزية في بطولة فرق أوروبا للشطرنج عام 2009.

## تصنيف
- بلغ تصنيف إيلو 2616 نقطة في يناير 2018.

## روابط خارجية
- يوري دروزدوفسكي على موقع الاتحاد الدولي للشطرنج (الإنجليزية)
- يوري دروزدوفسكي على موقع مباريات الشطرنج (الإنجليزية)
- يوري دروزدوفسكي على موقع 365Chess.com (الإنجليزية)
- يوري دروزدوفسكي على موقع Chesstempo.com (الإنجليزية)